# Музейный остров

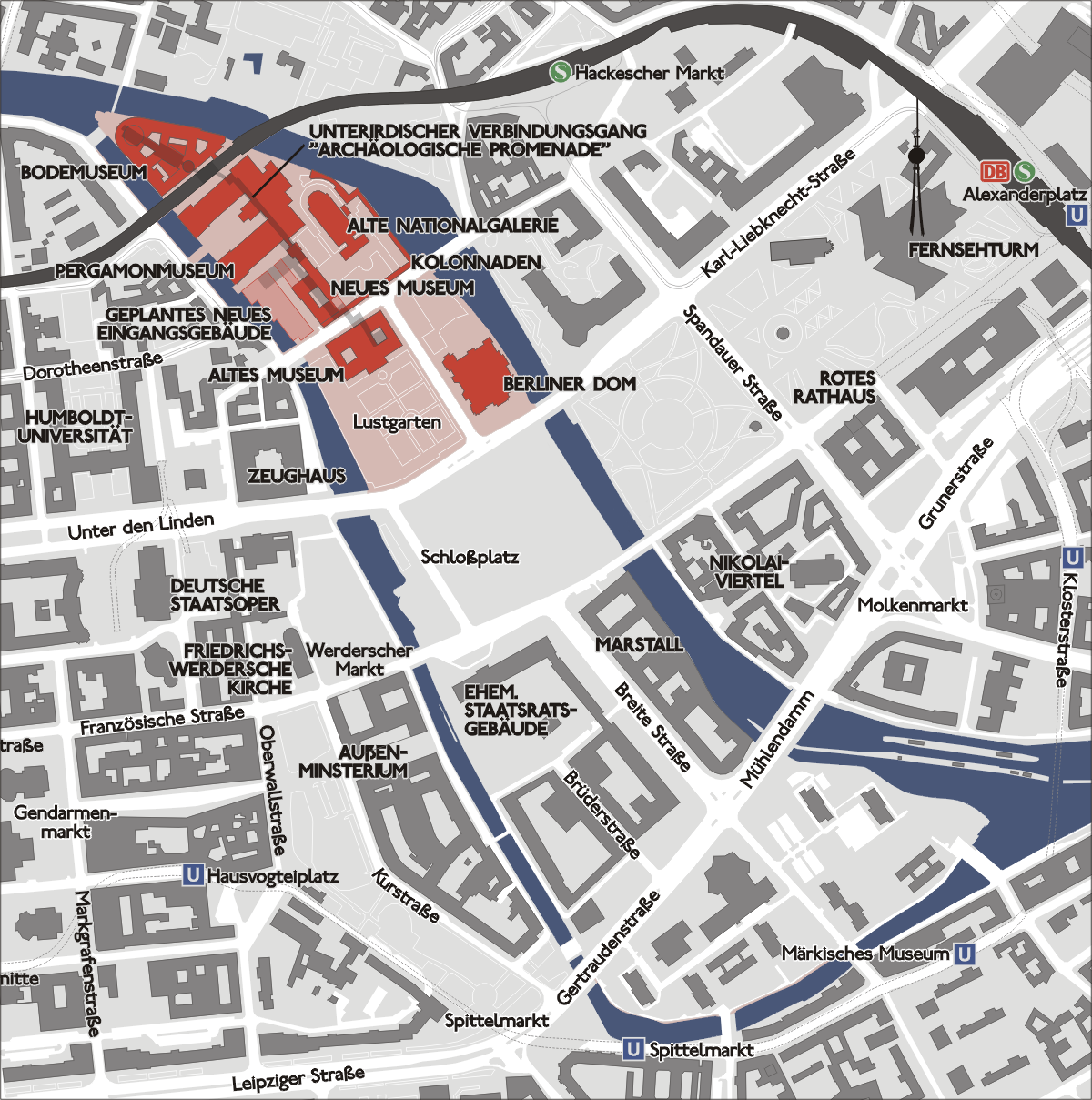
«Музейный остров» на карте Берлина

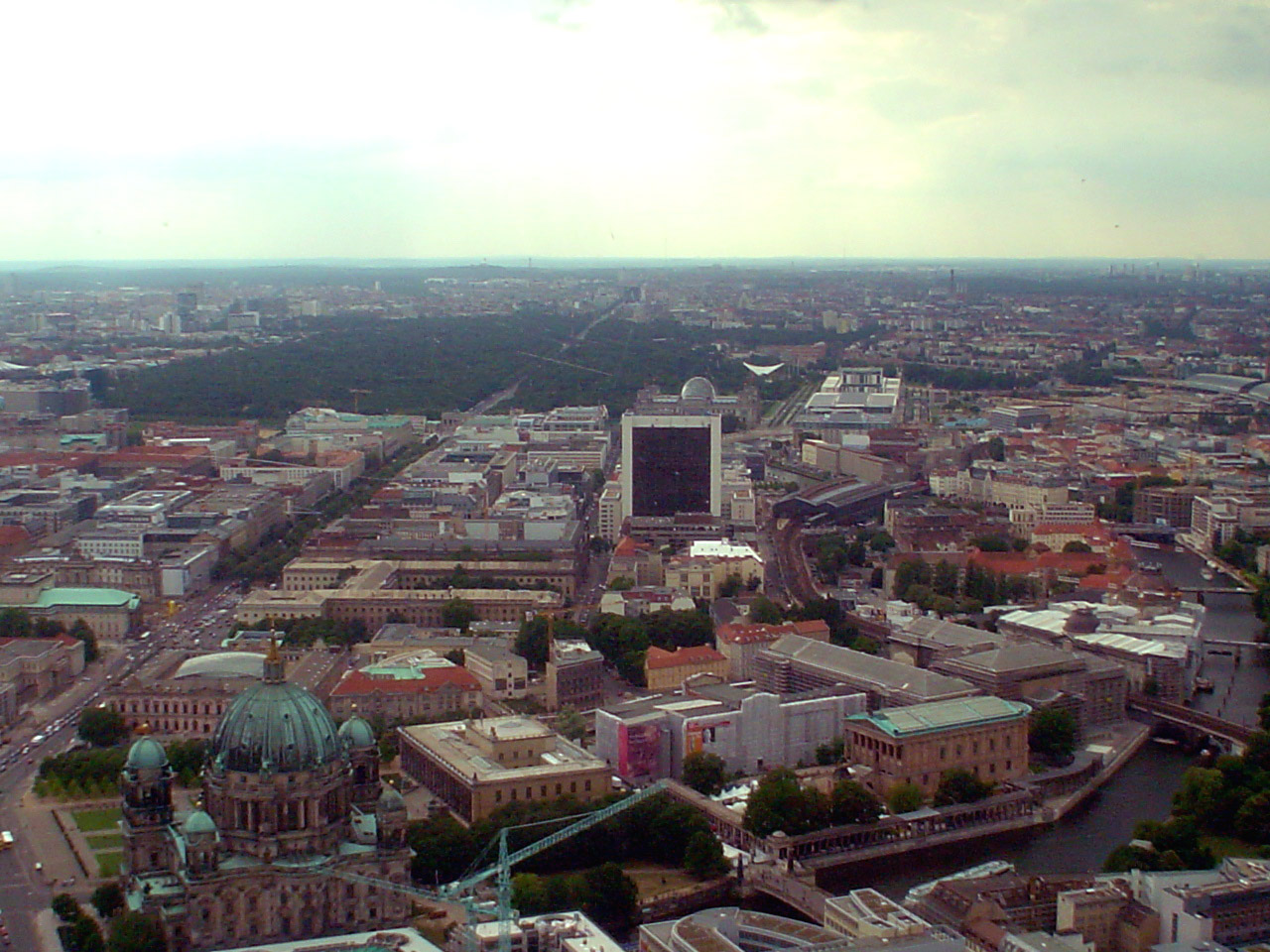
Вид на «Музейный остров» с телебашни

«Музейный остров» (нем. Museumsinsel) — название, которое получила северная оконечность острова Шпреинзель на реке Шпрее в Берлине, где расположено целое созвездие знаменитых берлинских музеев. Музейный остров является центром притяжения для туристов и ценителей искусства со всего мира. С 1999 года уникальный архитектурный и культурный ансамбль включён во Всемирное наследие ЮНЕСКО.

## История
В Средние века северная часть острова Шпреинзель представляла собой болотистые заливные луга. В южной, более высокой части острова ещё в XIII в. возник город Кёльн, а его северная часть стала позднее садом при берлинском Городском дворце. В XVII веке левый рукав Шпре был оснащён системой каналов. Возник нынешний канал Купферграбен, благодаря которому была осушена северная часть острова. Между Шпре и Купферграбеном возник Кёльнский островок (нем. Cöllnische Werder), где во второй половине XVII века был построен Люстгартен. К 1748 году оранжерея Померанценхоф (нем. Pomeranzenhof) с тропическими плодами, пальмами и экзотическими растениями, последнее напоминание о Люстгартене, в связи с ростом торговой деятельности по водным путям была переоборудована под склад. Позже на острове были построены дополнительные склады, в том числе для муки и соли.
В 1797 году король Фридрих Вильгельм II поддержал предложение археолога и профессора искусствоведения Алоиса Хирта о создании музея для размещения произведений искусства античности и Нового времени. В 1810 году своим высочайшим указом король Фридрих Вильгельм III повелел заложить «публичное собрание тщательно отобранных произведений искусства». Этим указом он пошёл навстречу становившимся всё более громкими призывам образованного бюргерства к созданию публичных собраний произведений искусства.
В 1822 году Карл Фридрих Шинкель представил проект нового здания, в соответствии с которым планировалась обширная перестройка северной части Шпреинзель. Помимо музейного здания проект застройки острова предусматривал строительство нескольких мостов и работы по выравниванию канала Купферграбен. Руководство комиссией по возведению музея было возложено на Вильгельма фон Гумбольдта.
Первым музеем на «Музейном острове» и одновременно первым публичным музеем Пруссии стал построенный в 1830 году Старый музей. В 1859 году открылся Прусский королевский музей (ныне Новый музей). В 1876 году последовало открытие Национальной галереи (современное название Старая национальная галерея). В 1904 году на самом «носу» острова открылся Музей кайзера Фридриха (ныне Музей Боде, переименованный в 1960 году в честь немецкого историка искусства Вильгельма фон Боде). В 1930 году на «Музейном острове» появилось здание Пергамского музея. Благодаря «Музейному острову», ставшему центром науки и искусства Берлина, город заслужил лестное прозвище «Афины на Шпрее».
В 1870-е годы название «Музейный остров» повсеместно закрепилось за этой частью острова и отражало претензии Пруссии на достойное место культурной столицы Европы в одном ряду с Парижем и Лондоном. В 1880 году на конференции директоров музеев было принято решение о размещении на Музейном острове исключительно произведений «высокого искусства», которым в то время считалось искусство Европы и Ближнего Востока.
Проекты дальнейшей застройки имели целью создание дополнительных выставочных площадей для постоянно растущих коллекций искусства. Ещё Альфред Мессель планировал пристроить к своему детищу — зданию Пергамского музея дополнительный южный корпус и разместить в нём Египетскую коллекцию. Этим планам не суждено было осуществиться из-за огромного количества возникших технических и финансовых сложностей.

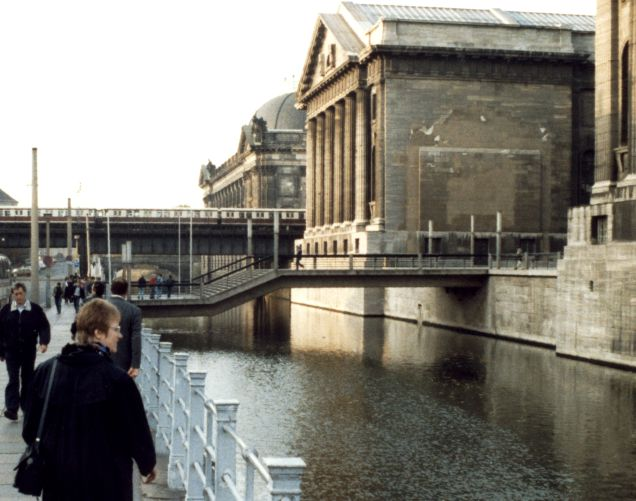
«Музейный остров». Вид на Пергамский музей и Музей Боде

При национал-социалистах в планы переустройства Берлина, разрабатываемые Альбертом Шпеером, был включён и «Музейный остров», где предполагалось возвести ещё четыре монументальных музейных здания по проекту архитектора Вильгельма Крайса. Согласно этому проекту на северном берегу Шпре напротив Музея Боде должны были вырасти Германский музей, Музей XIX века и Музей египетского и переднеазиатского искусства, (который после пересмотра проекта стал просто Египетским музеем и, обладая в проекте выставочной площадью в 75 000 м², самым крупным из трёх строений). Застройка территории между улицами Фридрихштрассе, Ораниебургерштрассе и площадью Монбижуплац потребовала бы перенос самого дворца Монбижу. Для военно-исторических коллекций берлинского Цейхгауза вдоль Купферграбена Крайс планировал построить здание Музея мировой войны. Ханнс Дустманн, имперский архитектор гитлерюгенда, предложил в дополнение к новым музеям в северной части острова создать в его южной части между линией городской железной дороги и Фридрихштрассе новый Этнографический музей. Всем этим масштабным проектам помешала война.
Во Вторую мировую войну музеи острова были разрушены более чем на 70 %. После войны, весь остров вошёл в состав Восточного Берлина, который был столицей ГДР. Планом их постепенного восстановления начиная с 1950 года остался не охвачен наиболее пострадавший из всех Новый музей. Прозванные «позорным пятном» руины Нового музея предполагалось снести, что однако затягивалось из-за нехватки площадей. Дорогостоящие работы по санации начались лишь в 1986 году. Привести Музейный остров в полный порядок предполагалось к 1989 году, однако вследствие нехватки средств эти работы затянулись на 23 года, и в 2009 году музей был открыт.
После объединения Германии в конце 90-х годов начались масштабные работы по реставрации и санации Музейного острова. В 1999 году совет Фонда прусского культурного наследия утвердил мастер-план Музейного острова. Он предусматривает санацию имеющихся зданий, их архитектурное объединение в музейный ансамбль и реорганизацию коллекций, разделённых до 1989 года.

## Музейный остров сейчас

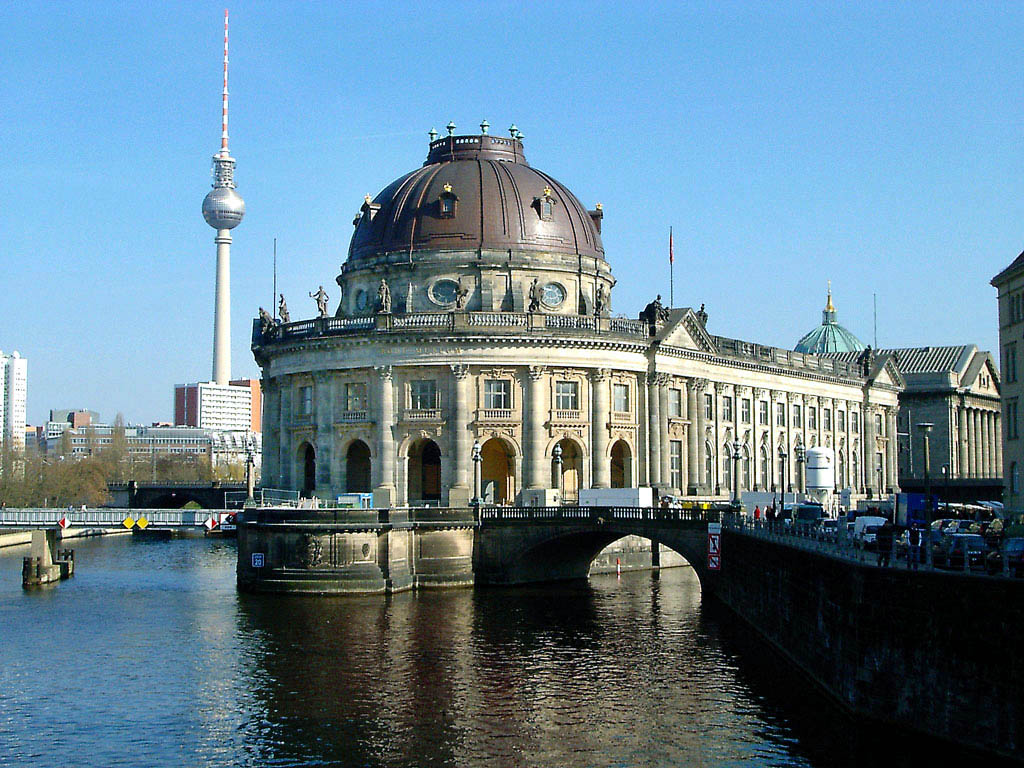
Музей Боде

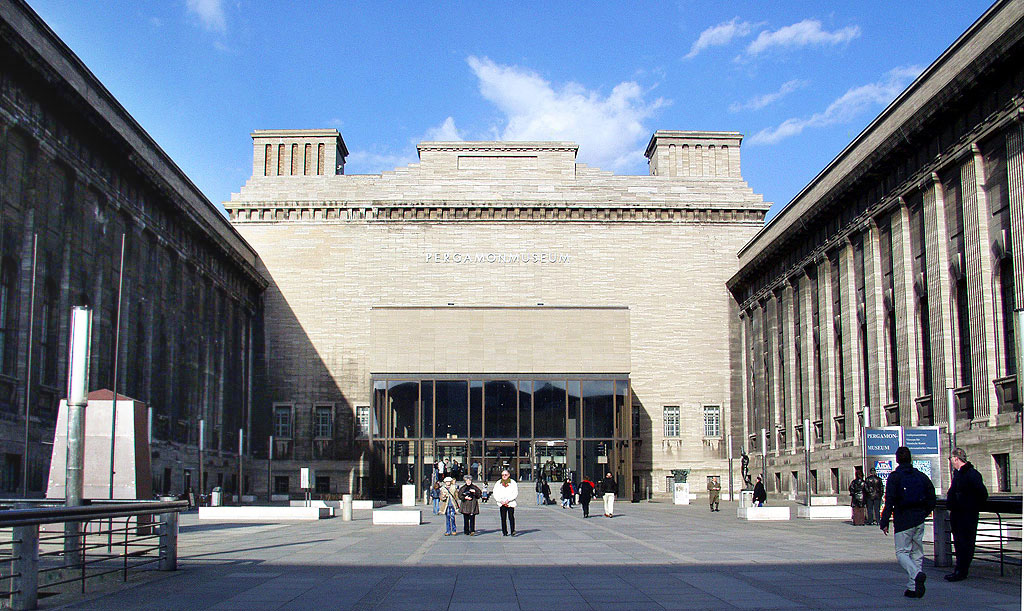
Пергамский музей

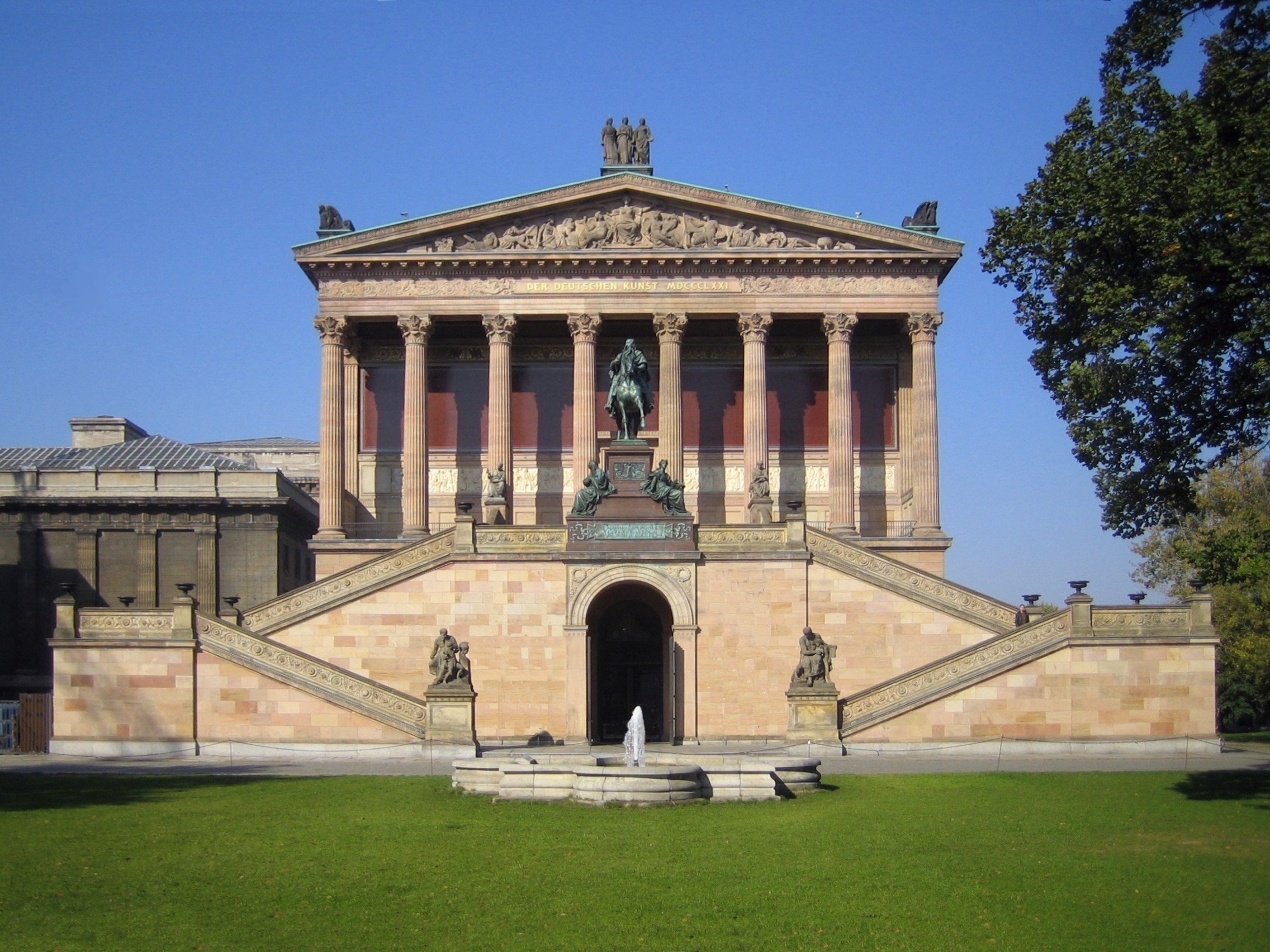
Старая национальная галерея

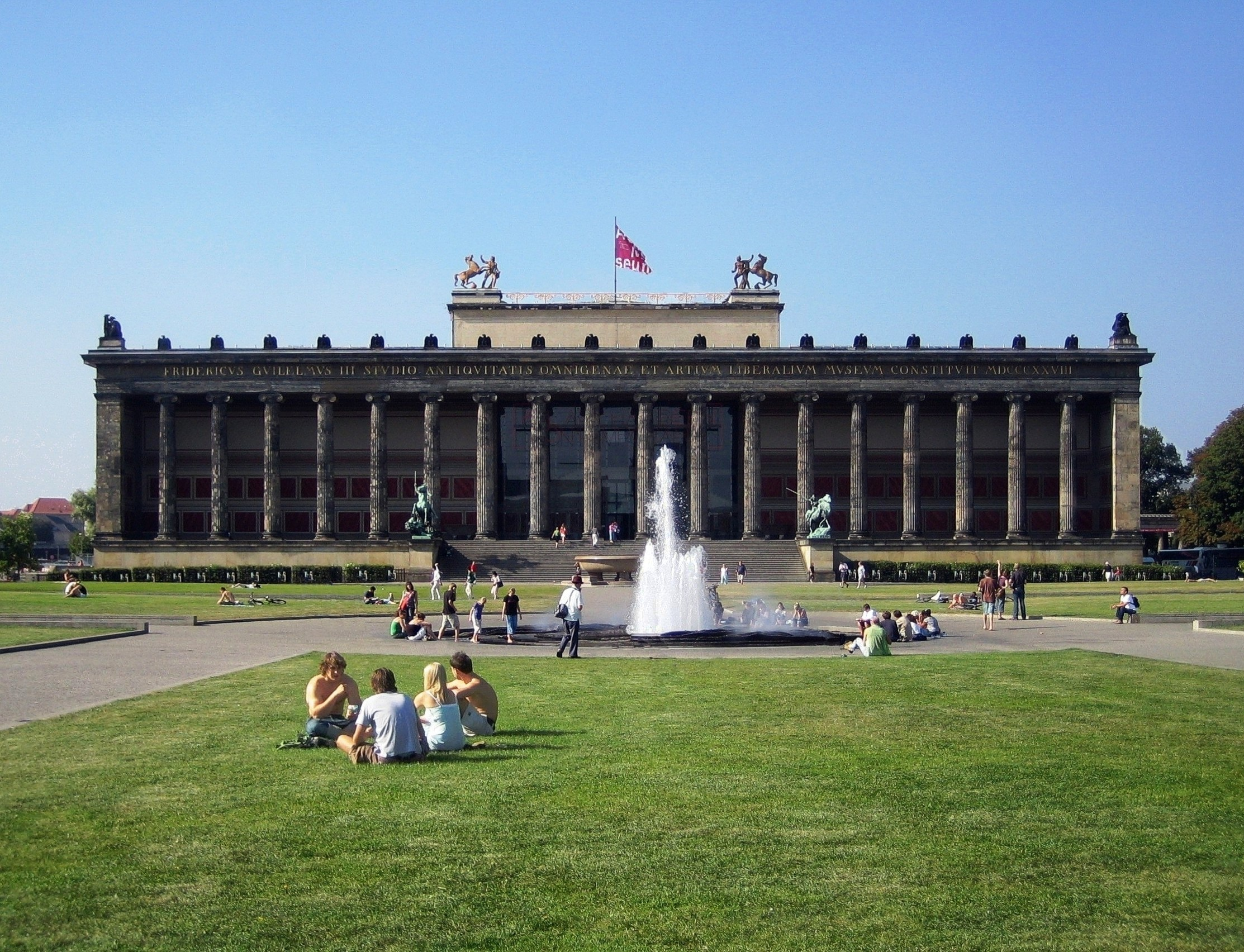
Старый музей

Северную оконечность «Музейного острова» пересекает мост Монбижу, соединяющий остров с обоими берегами Шпре. Оба моста закрыты для движения общественного транспорта и образуют вход в Музей Боде, здание треугольной формы в стиле необарокко, огромный купол которого возвышается над северной частью Шпреинзель.
С южной стороны Музея Боде остров пересекает линия берлинской городской электрички, которая отделяет здание Музея Боде от примыкающего к нему Пергамского музея. Это самое позднее музейное здание в комплексе на Музейном острове является самым посещаемым берлинским музеем, пользующимся мировой известностью благодаря таким монументальным античным экспонатам, как давший название музею Пергамский алтарь. Вход в музей представляет собой площадь, ограниченную с трёх сторон корпусами музейного здания, на которую можно попасть с улицы Ам-Купферграбен по пешеходному мосту.
С юго-запада к Пергамскому музею примыкает Новый музей, который после Второй мировой войны длительное время пребывал в руинах и в настоящее время восстанавливается, а с юго-востока с Пергамским музеем соседствует Старая национальная галерея, представляющая собой по стилю античный храм с высокой лестницей при входе. Над входом в галерею возвышается конная статуя Фридриха Вильгельма IV, руке которого принадлежат первые эскизы здания. У входа в Национальную галерею разбита лужайка, оформленная скульптурами из фонда музея. С юга и востока у Шпре лужайка ограничена колоннадами в дорическом стиле. В летнее время здесь проводятся кинопоказы и концерты под открытым небом.
С южной стороны Нового музея и Национальной галереи остров пересекает улица Бодештрассе, открытая для проезда транспорта через западный рукав Шпре. Примыкающий к ней мост Фридрихсбрюкке через восточный рукав Шпре закрыт для механических транспортных средств. Далее к югу от этой улицы в западной части острова находится Старый музей и Люстгартен, а в восточной части — Берлинский кафедральный собор. Проходящая между ними узкая улочка Ам-Люстгартен соединяет Боденштрассе с важнейшей транспортной магистралью Унтер-ден-Линден — Дворцовая площадь — Карл-Либкнехт-Штрассе, которая ограничивает достаточно тихий в транспортном отношении «Музейный остров» с юга.
Севернее Берлинского собора напротив Старой национальной галереи летними вечерами любители орнитологии могут наблюдать удивительное зрелище — отправляющихся на ночёвку в каштановый лесок десятки тысяч скворцов.

## Музеи
Пять музеев на «Музейном острове» входят в музейное объединение Государственные музеи Берлина, которое в свою очередь является учреждением Фонда прусского культурного наследия. «Музейный остров» в одном ряду с Культурфорумом в берлинском Тиргартене, комплексом Шарлоттенбургского дворца и музеями в Берлин-Далем образует один из наиболее известных музейных центров Берлина.
В зданиях на Музейном острове преимущественно размещены археологические коллекции и искусство XIX века. После объединения Германии началось объединение разделённых прежде между Западом и Востоком собраний. В соответствии с мастер-планом «Музейного острова» планируется реорганизация и совместное экспонирование коллекций всех музеев. 
В Старом музее на основном этаже экспонируется часть Античного собрания: скульптуры, оружие, золотые украшения и сокровища из серебра из коллекции древнегреческого искусства, начиная с кикладской эпохи до древнеримской эпохи. 
Восстановленный Новый музей после открытия в 2009 году принял экспозицию Египетского музея и собрания папирусов, в которую в частности входит знаменитый бюст древнеегипетской царицы Нефертити и другие произведения искусства эпохи Эхнатона. В Новом музее также частично представлена экспозиция Музея доисторического периода и ранней истории, относящаяся к каменному веку и другим древним эпохам.
В трёх корпусах Пергамского музея собраны архитектурные объекты, древнегреческие и древнеримские скульптуры из Античного собрания, музея Передней Азии, экспонаты которого охватывают шесть тысяч лет истории, искусства и культуры Передней Азии, и Музея исламского искусства, в котором хранятся произведения искусства исламских народов VIII—XIX вв. Пергамский музей получил всемирную известность благодаря впечатляющей реконструкции археологического ансамбля Пергамского алтаря, воротам Милетского рынка, Воротам Иштар с фрагментом вавилонской Дороги процессий и фризу из Мшатты. После открытия четвёртого, находящегося пока на стадии строительства корпуса Пергамского музея в нём можно будет увидеть такие монументальные произведения из собрания Египетского музея, как ворота из храмового комплекса Калабша и колонный зал царя Сахуры, а также фасад из Телль-Халафа из Переднеазиатского музея, которые ещё со времён войны томятся в музейных запасниках Государственных музеев Берлина.
В собрании Старой национальной галереи представлены произведения скульптуры и живописи XIX в., начиная с Каспара Давида Фридриха и французских импрессионистов и заканчивая фресками творивших в Риме назарейцев.
В открывшемся 17 октября 2006 года после реконструкции Музее Боде представлены экспонаты из Музея византийского искусства III—XIX веков, итальянская и немецкая скульптура от раннего Средневековья до XVIII в. из Скульптурного собрания. В Монетном кабинете хранятся серии монет, которые охватывают период от VII века до н. э., когда первые монеты чеканились в Малой Азии, и заканчивая монетами и медалями XX века, а также избранные экспонаты старых мастеров из Берлинской картинной галереи.
В 2005 году один из трёх открытых для доступа публики музеев на «Музейном острове» посетил каждый седьмой посетитель берлинских музеев.

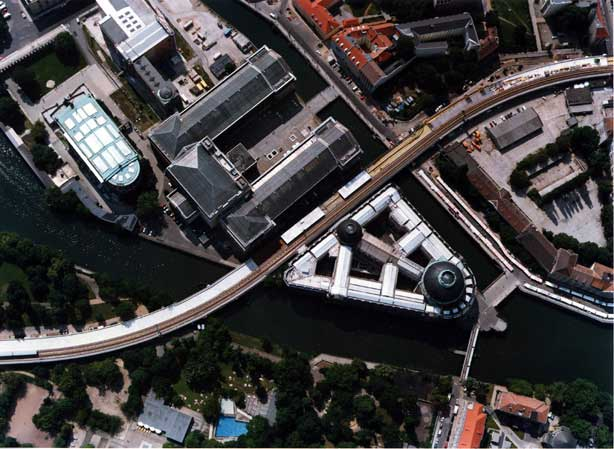
Вид на «Музейный остров» с воздуха